# Parahepomidion fossulatum
Parahepomidion fossulatum là một loài bọ cánh cứng trong họ Cerambycidae.